# Дальний Север Квинсленда
Дальний Север Квинсленда (англ. Far North Queensland) — самая северная часть австралийского штата Квинсленд. Его крупнейшим городом является Кэрнс, а географически здесь преобладает полуостров Кейп-Йорк, который простирается на север до Торресова пролива и на запад до Северо-Западного Квинсленда. В водах Торресова пролива проходит единственная международная граница, сопредельная с материковой частью Австралии — между Австралией и Папуа — Новая Гвинеей.
В этом регионе находятся три объекта Всемирного наследия: Большой Барьерный риф, Влажные тропики Квинсленда и Риверслей — крупнейший в Австралии заповедник окаменелостей. На крайнем севере Квинсленда расположено более 70 национальных парков, в том числе гора Бартл-Фрир; её высота составляет 1622 метра (5322 фута), это самая высокая вершина как в Северной Австралии, так и в Квинсленде.
Дальний Север Квинсленда — единственный регион Австралии, который является исконной родиной как австралийских аборигенов, так и жителей островов Торресова пролива.
На севере Квинсленда развито сельское хозяйство, имеется несколько крупных шахт, а также расположена крупнейшая в Квинсленде ветряная электростанция Windy Hill Wind Farm.

## Протяжённость
Различные правительственные департаменты и агентства дают разные определения региону. Департамент торговли и инвестиций правительства Квинсленда определяет регион как территорию, включающую следующие 25 районов местного самоуправления; Орукун, Берк, Кэрнс, Карпентария, Кассовари-Кост, Кук, Кройдон, Думаджи, Дуглас, Этеридж, Хоуп-Вейл, Кованьяма, Локхарт-Ривер, Мапун, Мареба, Морнингтон, Напранум, Район Северного полуострова, Пормпурау, Плато, Острова Торресова пролива (не автономные), Острова Торресова пролива (автономные), Уэйпа, Вуджал-Вуджал, Яррабах.

## Населённые пункты
Главным населённым и административным центром региона является город Кэрнс. К другим ключевым населенным пунктам относятся Куктаун, Атертон, Уэйпа,
Иннисфейл и острова Торресова пролива. В регионе также проживает множество аборигенов и фермеров.
Северо-восточная точка шоссе 1 проходит через регион в городе Кэрнс и соединяет южное шоссе Брюс с западным шоссе Саванна-Уэй. Шоссе 1 огибает континент на протяжении примерно 14 500 километров (9 000 миль) и является самым длинным национальным шоссе в мире. Несмотря на то, что это шоссе 1, не все участки Саванна-Уэй обозначены как национальные шоссе, финансируемые из федерального бюджета, и некоторые участки остаются необорудованными.
Несмотря на жилищный кризис, в регионе очень высок процент незанятых домов. По данным переписи населения Австралии 2021 года, в Дуглас-Шайр доля пустующих домов составляла 18 %.

## Промышленность
Значительные отрасли промышленности включают туризм, выпас скота, сельское хозяйство и добычу песка и бокситов. Сельскохозяйственная продукция приносит от 600 до 700 миллионов долларов в год. На севере Квинсленда выращивают сахарный тростник, тропические фрукты, включая бананы, манго, папайю, личи и кофе.
В регионе находится крупнейший в мире кварцевый рудник на мысе Флэттери. Рудник был основан в 1967 году и сильно пострадал от циклона «Ита» в 2014 году. Компания Rio Tinto Alcan эксплуатирует бокситовый рудник на западном побережье полуострова Кейп-Йорк в районе Уэйпа, где находится одно из крупнейших в мире месторождений бокситов.
В последние годы Северный Квинсленд становится всё более известным благодаря своим художественным и творческим предложениям: ежегодно проводятся ярмарка искусств коренных народов Кэрнса и фестиваль в Кэрнсе. Среди активно действующих художественных организаций — Центр искусств «Танкс», Гражданский театр Кэрнса и Художественная галерея Кэрнса.

### Туризм

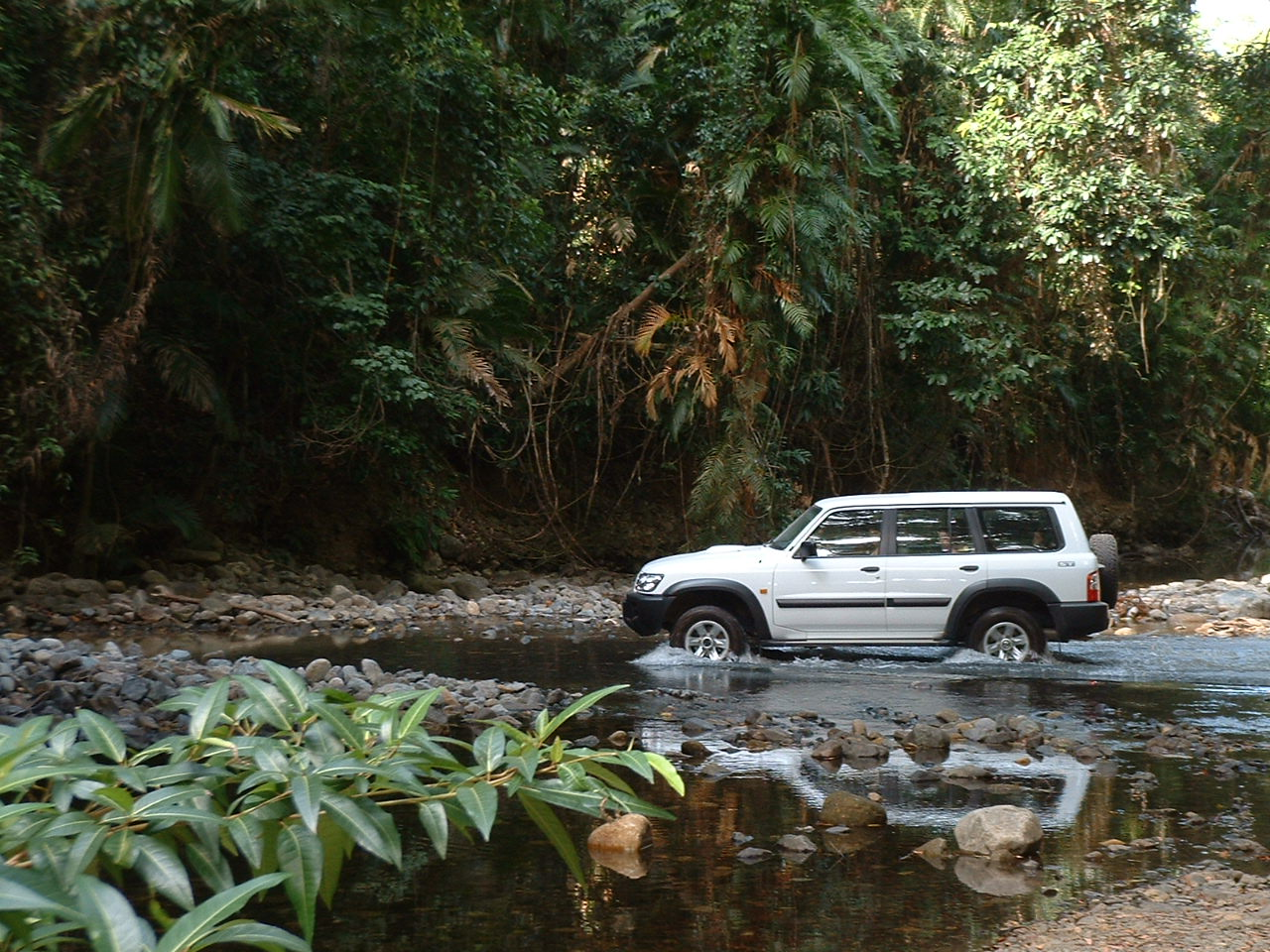
Трасса Блумфилд в тропическом лесу Дейнтри

Регион поддерживает крупную индустрию туризма и считается одним из главных туристических направлений в Австралии.[6] Почти треть международных посетителей штата приезжают именно в этот регион. Среди достопримечательностей — Большой Барьерный риф, Национальный парк Дейнтри и другие тропические леса Квинсленда, входящие в зону наследия «Влажные тропики Квинсленда», Атертон, остров Хинчинбрук и другие курортные острова, такие как остров Данк-Исланд и Грин-Айленд. К основным достопримечательностям Кэрнса и его окрестностей относятся Кэрнский аквариум, Кэрнский ботанический сад, отель-казино «Риф», живописная железная дорога Куранда, водопад Бэррон и канатная дорога Skyrail Rainforest Cableway. К городам и населенным пунктам, привлекающим большое количество туристов, относятся Мыс Скорби, Порт-Дуглас, Мишн-Бич и Кардуэлл.

## Демография
По оценкам Австралийского статистического бюро, в 2014 году население региона составляло 280 638 человек. В регионе проживает 25,6 % коренного населения штата, или 28 909 человек, что составляет 11,8 % населения региона.
Помимо многочисленного коренного населения, в Крайнем Северном Квинсленде проживает большое количество меланезийцев, что объясняется близким расположением региона к Меланезии. Большинство из них — выходцы из Папуа — Новой Гвинеи или островитяне Южных морей, происходящие от рабочих, которых черные дрозды привезли в Квинсленд с Фиджи, Соломоновых островов и Вануату. В Кэрнсе проживает самое большое количество папуасов за пределами самой Папуа — Новой Гвинеи.

## История
Паманский язык — язык австралийских аборигенов Крайнего Северного Квинсленда. Традиционный языковой регион простирается от реки Моссман на юге до реки Аннан на севере, граничит с Тихим океаном на востоке и простирается вглубь страны к западу от гор Масгрейв. Сюда входят границы местных органов власти шира Дуглас, шира Кук и аборигенного шира Вуджал-Вуджал, а также города и населенные пункты Куктаун, Мосман, Дейнтри, Мыс Скорби и Вуджал-Вуджал. В него входят верховья реки Палмер, река Блумфилд, Чайна-Кэмп, Мейтаун и Палмервиль.
Куку-яланджи — язык австралийских аборигенов, проживающих в районах Моссман и Дейнтри в Северном Квинсленде. Языковой регион включает в себя территории, входящие в состав местных органов власти шира Дуглас и шира Кук, в частности, населенные пункты Моссман, Дейнтри, Блумфилд-Ривер, Чайна-Кэмп, Мейтаун, Палмер, Кейп-Трибьюшн и Вуджал-Вуджал.
Варунгу (также известен как варрунгу, варронго и варунгу) — язык австралийских аборигенов в Северном Квинсленде. Языковой регион включает территории от Верхней реки Герберт до горы Гарнет.
Йир-йиронт (также известен как йиронт, джирджоронт, йир-йиронт и кокоминджан) — язык австралийских аборигенов. Его традиционный языковой регион находится в Западном Кейп-Йорке на территории местных органов власти аборигенов Шира Кованьяма и Шира Кука, в водосборных бассейнах рек Коулман и Митчелл. После выселения аборигенов с их традиционных земель на этом языке также говорят в Пормпурау и Кованьяме.
Йидинджи (также известный как йидиндж, йидини и идинджи) — язык австралийских аборигенов Северного Квинсленда. Его традиционный языковой регион находится на территории местных органов власти региона Кэрнс и региона Столовых гор, в таких населенных пунктах, как Кэрнс, Гордонвейл, южная часть Атертонского нагорья, включая Атертон и Кайри.
Крайний Северный Квинсленд — место, где были найдены первые янтарные окаменелости в Австралии. Окаменелости четырехмиллионной давности были найдены на пляже полуострова Кейп-Йорк, но, вероятно, были выброшены на берег после дрейфа по течению на расстояние около 200 км. В 1860-х годах Ричард Дейнтри обнаружил месторождения золота и меди вдоль нескольких рек, что привело в этот район первых старателей. Многие шахтерские города появлялись и исчезали, переживая бум и спад по мере истощения рудников.
Катастрофа на шахте Маунт-Маллиган произошла 19 сентября 1921 года. Погибли 75 рабочих, и эта авария стала третьей по счёту в Австралии.

### Циклоны
4 марта 1899 года регион пережил самую страшную морскую катастрофу в Квинсленде, когда циклон Махина уничтожил все 100 судов, пришвартованных в заливе Принцессы Шарлотты. Во время циклона в заливе находился весь жемчужный флот Северного Квинсленда. Около 100 аборигенов помогали выжившим, а 307 человек из жемчужной флотилии утонули. Давление циклона измерялось на уровне 914 гПа, а приливная волна достигла 13 м, что стало самым высоким показателем в Австралии. В январе того же года на побережье Квинсленда обрушился циклон «Маккей» 1918 года, в результате которого погибло 30 человек.
В марте 1997 года в результате циклона «Джастин» погибли семь человек. В начале 2000 года циклон Стив вызвал сильное наводнение между Кэрнсом и Маребой. В марте 2006 года циклон «Ларри» пересёк побережье Квинсленда недалеко от Иннисфейла. Ущерб от этого шторма оценивается в 1,5 миллиарда долларов, было повреждено 10 000 домов. Было уничтожено 80 % урожая бананов в Австралии. Циклон «Моника» стал самым сильным циклоном по скорости ветра, который пересек австралийское побережье. В апреле 2006 года он обрушился на Северную Территорию и Северный Квинсленд. В январе 2011 года циклон «Яси» прошёл над Талли и нанес ущерб, оцениваемый в 3,6 миллиарда долларов, став самым дорогостоящим циклоном, когда-либо обрушивавшимся на Австралию.
В декабре 2023 года циклон «Джаспер» пересек побережье Северного Квинсленда к югу от Куктауна, став циклоном второй категории. Позже он заглох над южной частью полуострова Йорк, что привело к рекордным осадкам на восточном побережье и вызвало наводнение в Кэрнсе в 2023 году. В Порт-Дугласе за несколько дней выпало более метра осадков.

## Фауна
В регионе обитает множество уникальных местных видов животных, таких как крокодил, шлемоносный казуар, находящаяся под угрозой исчезновения, коала, вомбат, сахарная сумчатая летяга, питон, аксолотль, валлаби, летучая лисица, древесный кенгуру, утконос, плоскохвостая фельзума.

## Тропический Северный Квинсленд
Крайний Северный Квинсленд имеет тропический климат, поэтому название Тропический Северный Квинсленд также используется в качестве названия региона, в основном из-за индустрии туризма. Туристический Тропический Северный Квинсленд (TTNQ) определяет свою территорию от Кардуэлла на юге до Торресова пролива на севере и на западе до границы Квинсленда с Северной территорией. Однако словосочетание «Тропический Северный Квинсленд» неоднозначно и может использоваться для обозначения более обширной территории, включающей части Северного Квинсленда или даже Маккай.